# 興安嶺駅
興安嶺駅（こうあんれいえき）とは、中華人民共和国内モンゴル自治区フルンボイル市牙克石市に位置する浜洲線の駅。

## 歴史
- 1901年　開業。

## 隣の駅
中華人民共和国鉄道部
浜洲線
新南溝駅 - 興安嶺駅 - 伊列克得駅

座標: 北緯48度49分16秒 東経121度39分34秒 / 北緯48.8211度 東経121.6594度